# Kråks skjutfält
Kråks skjutfält är ett militärt skjutfält som är beläget söder om Karlsborg och längs med Vättern.

## Historik
Kråks skjutfälts nuvarande område upptogs från vikingatidens slut på 1000-talet och fram till början av 1950-talet av Kråks gods, vilket från 1773 och fram till exproprieringen av godset innehades av släkten Ehrenborg. Kråks herrgård flyttades i samband med skjutfälts-etableringen till museiparken vid nuvarande Västergötlands museum i Skara. Området och marken anskaffades ursprungligen med början 1942 när Skaraborgs regemente omorganiserades till ett pansarförband. Skjutfältet har sedan dess utvidgats under 1950- och 1970-talet och omfattar cirka 690 ha mark.

## Verksamhet
Platsen är sedan 1942 övningsplats för bland annat Skaraborgs regemente (P 4) och Livregementets husarer (K 3).